# Helle Dolleris
Helle Charlotte Dolleris (* 5. August 1965 in Aabybro) ist eine dänische Schauspielerin, Synchronsprecherin und Drehbuchautorin.

## Leben und Wirken
Helle Dolleris wuchs in der norddänischen Kleinstadt Aabybro auf.
Sie absolvierte ihre Schauspielausbildung von 1989 bis 1993 an der Staatlichen Theaterschule in Kopenhagen. Ihr Bühnendebüt als Darstellerin hatte sie im Jahr 1993 am Odense Teater. Sie stand seither in zahlreichen Theaterstücken und Musicals auf der Bühne, so auch am Aarhus Teater, Folketeatret, Gronnegards-Theater, Nørrebro-Theater, Theater Helsingør und am Regionaltheater in Kolding.
Seit 1993 stand Dolleris in bislang mehr als 50 Film-und-Fernsehproduktionen als Schauspielerin vor der Kamera, so unter anderem auch in den Serien Anna Pihl – Auf Streife in Kopenhagen, Borgen – Gefährliche Seilschaften und in der Gangsterkomödie Blinkende Lichter. Sie ist auch als Drehbuchautorin für Filme und Serien tätig.
Als Synchronsprecherin sprach sie beispielsweise Figuren in Zeichentrickfilmen wie Otto ist ein Nashorn oder Marge Simpson in Die Simpsons – Der Film.
Sie lebt in Kopenhagen.

## Filmografie (Auswahl)
- 1996: Portland
- 1996: Charlot og Charlotte
- 1997: Skat - det er din tur
- 1998: Das Fest
- 2000: Blinkende Lichter
- 2004: Tid til forandring
- 2004: Rejs jer
- 2005: Oskar & Josefine
- 2006: Teatret ved Ringvejen
- 2008: Anna Pihl – Auf Streife in Kopenhagen (Fernsehserie, 1 Folge)
- 2011: Hjælp nu er det Jul
- 2013: Borgen – Gefährliche Seilschaften (Fernsehserie, 1 Folge)